# Real (Penalva do Castelo)
Real é uma povoação portuguesa sede da Freguesia de Real do Município de Penalva do Castelo, freguesia com 14,56 km² de área e 244 habitantes (censo de 2021), tendo, por isso, uma densidade populacional de 16,8 hab./km².

## Demografia
A população registada nos censos foi:
| Distribuição da População por Grupos Etários | Distribuição da População por Grupos Etários | Distribuição da População por Grupos Etários | Distribuição da População por Grupos Etários | Distribuição da População por Grupos Etários |
| -------------------------------------------- | -------------------------------------------- | -------------------------------------------- | -------------------------------------------- | -------------------------------------------- |
| Ano                                          | 0-14 Anos                                    | 15-24 Anos                                   | 25-64 Anos                                   | > 65 Anos                                    |
| 2001                                         | 35                                           | 39                                           | 132                                          | 88                                           |
| 2011                                         | 24                                           | 26                                           | 127                                          | 86                                           |
| 2021                                         | 26                                           | 17                                           | 107                                          | 94                                           |

## Património
- Igreja Paroquial de Real
- Capela de Santa Luzia, no lugar da Ribeira

## Política

### Eleições autárquicas
| Partido | %    | M    | %    | M    | %    | M    | %    | M    | %    | M    | %    | M    | %    | M    | %    | M    | %    | M    | %    | M    |
| Partido | 1979 | 1979 | 1982 | 1982 | 1985 | 1985 | 1989 | 1989 | 1993 | 1993 | 1997 | 1997 | 2001 | 2001 | 2005 | 2005 | 2009 | 2009 | 2013 | 2013 |
| ------- | ---- | ---- | ---- | ---- | ---- | ---- | ---- | ---- | ---- | ---- | ---- | ---- | ---- | ---- | ---- | ---- | ---- | ---- | ---- | ---- |
| CDS-PP  | 47,2 | 9    | 64,5 | 6    | 37,3 | 3    | 25,7 | 2    | 37,2 | 3    | 14,9 | 1    | 12,3 | 1    |      |      |      |      |      |      |
| PPD/PSD |      |      | 34,6 | 3    | 42,6 | 4    | 45,3 | 3    | 57,4 | 4    | 62,5 | 5    | 61,4 | 5    |      |      |      |      |      |      |
| PS      |      |      |      |      |      |      | 25,2 | 2    |      |      | 17,0 | 1    | 19,6 | 1    | 15,7 | 1    |      |      | 15,4 | 1    |
| PSD-CDS |      |      |      |      |      |      |      |      |      |      |      |      |      |      | 48,6 | 5    | 45,8 | 3    | 30,3 | 2    |
| CDU     |      |      |      |      |      |      |      |      |      |      |      |      |      |      | 30,1 | 3    | 50,9 | 4    | 52,3 | 4    |